# Amputacja

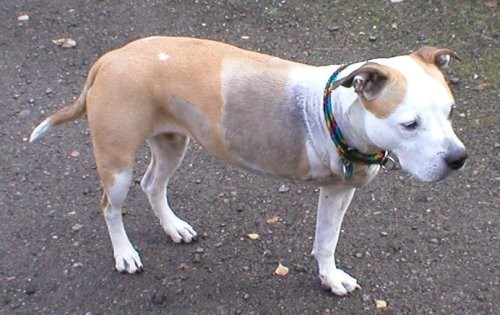
Pies po amputacji prawej kończyny przedniej

Amputacja (łac. amputatio) – zabieg operacyjny polegający na usunięciu narządu lub jego części. Najczęściej zdarzają się amputacje kończyn spowodowane zaawansowanym niedokrwieniem (wywołanym np. postępującym stwardnieniem zarostowym tętnic) lub znacznym uszkodzeniem urazowym. Amputacja może być zabiegiem ratującym życie w przypadku złośliwego nowotworu (np. kości, tkanek miękkich), poważnego zakażenia, cukrzycy (stopa cukrzycowa), zgorzeli oraz miażdżycy. Innym przykładem jest amputacja oskrzela, polegająca na jego odcięciu podczas resekcji płuca. W przypadku złośliwych nowotworów sutka zdarzają się natomiast amputacje sutka.
Amputacja jest zabiegiem powodującym trwałe kalectwo, dlatego jest stosowana tylko wtedy, gdy brak innej możliwości leczenia i w sposób na tyle oszczędny, na ile to możliwe (szczególnie przy zabiegach w obrębie dłoni).